# Marco Meneschincheri
Marco Meneschincheri (Roma, 25 aprile 1972) è un commentatore televisivo ed ex tennista italiano.

## Carriera
Ottenne il suo best ranking in singolare il 2 febbraio 1998 con la posizione numero 130, mentre nel doppio divenne il 464º del ranking ATP il 16 maggio 1995. Ha giocato soprattutto nel circuito Challenger, mentre nei tornei ATP spiccano i sedicesimi di finale disputati nell'allora Masters 1000 di Amburgo nel 1999, perdendo per 3-6, 5-7 contro Carlos Moyá, in quella settimana n.1 al mondo. Ha vinto il Punta del Este Challenger nel 1997 ed è stato finalista dei Challenger di Fortaleza e Buenos Aires.

## Cronista sportivo
È laureato in scienze politiche. Dopo la fine della sua carriera agonistica è diventato commentatore per il canale tematico italiano SuperTennis.

## Statistiche

### Tornei ATP
Nessun titolo ATP

### Tornei minori

#### Singolare

##### Vincitore (1)
| Legenda tornei minori |
| Challenger (1)        |
| Futures (0)           |

| Numero | Data             | Torneo                             | Superficie  | Avversario in finale | Punteggio     |
| 1.     | 23 febbraio 1997 | Punta del Este Challenger, Uruguay | Terra rossa | Juan Antonio Marín   | 6-7, 6-1, 6-4 |